# Denise Osborn
Denise Rae Osborn (* 23. November 1948) ist eine australisch-britische Wirtschaftswissenschaftlerin und emeritierte Hochschullehrerin.

## Werdegang, Forschung und Lehre
Osborn studierte an der Universität Sydney, wo sie 1970 als Bachelor of Science und 1972 als Master of Science graduierte. Anschließend setzte sie ihr Ph.D.-Studium an der London School of Economics fort, das sie 1976 abschloss. Anschließend schloss sie sich dem akademischen Personal der University of Manchester als Lecturer an, 1989 wurde sie zum Senior Lecturer befördert und drei Jahre später zur ordentlichen Professorin berufen. Zwischen 1996 und 2013 besetzte sie den Robert-Ottley-Lehrstuhl für Ökonometrie an der Hochschule, nach zwei Jahren als Teilzeitprofessorin wurde sie emeritiert. Zwischen 1994 und 1997 war sie als Director of Research für die Forschung der School of Economic Studies der Hochschule, anschließend bis 2002 leitete sie die School of Economic Studies.
Osbornes Arbeitsschwerpunkte liegen in der angewandten Zeitreihenanalyse, insbesondere in der Saisonalität ökonomischer Variablen und der dynamischen Modellierung makroökonomischer Beziehungen. 
Osborne engagierte sich insbesondere in der Royal Economic Society. 1996 war sie Gründungsvorsitzende des Frauenausschusses der Organisation, deren Generalsekretärin – als erste Frau in der Geschichte – sie 2015 wurde. 